# Prisma (Handelsplattform)
Die Prisma European Capacity Platform GmbH (vormals Trac-x Transport Capacity Exchange) mit Sitz in Leipzig betreibt eine europäische Online-Plattform für den Handel mit Kapazitätsrechten. Über diese Plattform  wird die Verbindungskapazität der Netze  von  36 europäischen Fernleitungsnetzbetreibern, die für den Transport von mehr als 70 % des Erdgases in Europa verantwortlich sind, an Gashändler versteigert (Primärkapazitätshandel). Gashändler können die Plattform auch nutzen, um unbenötigte Transportkapazitäten an andere Gashändler weiter zu vermarkten (Sekundärkapazitätshandel). Die Einrichtung dieser Plattform soll der wettbewerbsorientierten grenzüberschreitenden Integration der Erdgasmärkte dienen, einem Ziel der Europäischen Kommission für die Energieversorgung.

## Geschichte
Durch die deutsche Gasnetzzugangsverordnung wurden die deutschen Gasnetzbetreiber 2006 dazu verpflichtet, eine einheitliche elektronische Handelsplattform für den Sekundärhandel mit Gastransportkapazitäten zu schaffen. Mit Inkrafttreten der damaligen deutschen Regeln durfte der gesamte Sekundärmarkt dieser Transportkapazitäten ausschließlich über die damalige Trac-x Plattform abgewickelt werden. Das bedeutete, dass Gashändler ungenutzte Transportkapazitätsrechte nur über  Trac-x an Dritte weiter veräußern durften. Der Sekundärhandel mit Kapazitäten sollte dazu beitragen, vertragliche Kapazitätsengpässe in europäischen Netzen zu vermeiden, wodurch die Liberalisierung des Gasmarktes gefördert und der Wettbewerb verbessert werden sollte.
Im Zuge der neuen Gasnetzzugangsverordnung vom September 2010 erhielt die damalige Trac-x von den deutschen Fernleitungsnetzbetreibern den Auftrag, eine Plattform zur Vergabe von Primärkapazitäten in Deutschland aufzubauen und zu betreiben. Wurden Primärkapazitäten bis dahin von jedem deutschen Netzbetreiber individuell über eigene Portale vermarktet, sah die neue Gasnetzzugangsverordnung vor, dass ab August 2011 sämtliche Primärkapazitäten der deutschen Fernleitungsnetzbetreiber ausschließlich über eine gemeinsam von den Fernleitungsnetzbetreibern betriebene Plattform vermarktet werden sollten. Mit dem Start von Trac-x primary im August 2011 konnten Gashändler erstmals sämtliche festen Kapazitäten an deutschen Grenz- und Marktgebietsübergangspunkten in Auktionen auf Trac-x primary ersteigern. Unterbrechbare Kapazitäten sowie Kapazitäten an allen übrigen deutschen Netzpunkten wurden ab diesem Zeitpunkt auf Trac-x primary auf Basis des „first come, first served“-Prinzips vergeben. Trac-x primary löste damit die bisherigen Online-Buchungssysteme der deutschen Fernleitungsnetzbetreiber ab.
Im Januar 2013 firmierte die Trac-x in Prisma European Capacity Platform GmbH um. Seit dem ersten 1. April 2013 vermarkten Fernleitungsnetzbetreiber aus Belgien, Dänemark, Deutschland, Frankreich, Italien, den Niederlanden und Österreich erstmals Primärkapazitäten an europäischen Netzpunkten über die gemeinsame europäische Prisma-Plattform.

## Gesellschafter
Die ehemalige Trac-x Transport Capacity Exchange (heute Prisma European Capacity Platform, kurz Prisma) wurde im März 2005 durch VNG – Verbundnetz Gas gegründet. Im Oktober 2007 genehmigte das Bundeskartellamt die Beteiligung von Thyssengas, Open Grid Europe, und der EWE Netz im Zuge eines Zusammenschlussvorhabens. Im April 2008 erfolgte dann die Benennung von Trac-x zur gemeinsamen elektronischen Plattform für den Sekundärhandel mit Kapazitätsrechten in Deutschland durch die Bundesnetzagentur. Im Dezember 2008 wurde der European Energy Exchange weiterer Gesellschafter bei der damaligen Trac-x. Im Juli 2010 erweiterte das Unternehmen erneut ihren Gesellschafterkreis. Insgesamt sechs weitere Gesellschafter – Bayernets, Eni Gas Transport Deutschland, Erdgas Münster Transport, Gasunie Deutschland, GRTgaz Deutschland sowie Wingas Transport – traten dem Unternehmen bei.
Im Januar 2013 firmierte die Trac-x in Prisma European Capacity Platform um und es wurden weitere europäische Fernleitungsnetzbetreiber als Gesellschafter aufgenommen. Derzeit sind die folgenden Fernleitungsnetzbetreiber an Prisma beteiligt:
- Bayernets GmbH
- BBL Company V.O.F.
- Energinet.dk
- Fluxys Belgium NV/SA
- Fluxys TENP GmbH
- Gas Connect Austria GmbH
- GASCADE Gastransport GmbH
- Gastransport Nord GmbH
- Gasunie Deutschland Transport Services GmbH
- Gasunie Transport Services B.V.
- GRTgaz Deutschland GmbH
- GRTgaz S.A.
- Interconnector (UK) Limited
- National Grid plc.
- Nowega GmbH
- ONTRAS Gastransport GmbH
- Open Grid Europe GmbH
- Plinovodi d.o.o.
- Premier Transmission Ltd.
- Snam Rete Gas S.p.A
- terranets bw GmbH
- TIGF S.A.
- Trans Austria Gasleitung GmbH

Weiterhin vermarkten die folgenden Fernleitungsnetzbetreiber Kapazitäten über die PRISMA European Capacity Platform, ohne jedoch als Gesellschafter beteiligt zu sein:
- Creos Luxembourg S.A.
- Enagas Transporte S.A.U.
- eustream a.s.
- Ferngas Netzgesellschaft mbH[5]
- Fluxys Deutschland GmbH
- Gas Networks Ireland Limited
- jordgasTransport GmbH
- Lubmin-Brandov Gastransport GmbH
- NEL Gastransport GmbH
- NET4GAS s.r.o.
- OPAL Gastransport GmbH & Co. KG
- Plinacro d.o.o.
- REN Gasodutos S.A.
- SWISSGAS AG
- Trans Tunisian Pipeline Company S.p.A.[6]
- Trans Adriatic Pipeline AG[7]

Über die PRISMA European Capacity Plattform wird seit Januar 2017 auch Gasspeicherkapazität vermarktet. Folgende Speicherbetreiber vermarkten Kapazität über die Plattform:
- astora GmbH & Co. KG[9]
- Erdgasspeicher Peissen GmbH[10]
- EWE GASSPEICHER GmbH[11]
- OMV Gas Storage GmbH[12]
- Stogit[13]